# Ле-Кло
Ле-Кло (фр. и окс. Le Claux) — коммуна во Франции, находится в регионе Овернь. Департамент — Канталь. Входит в состав кантона Мюра. Округ коммуны — Сен-Флур.
Код INSEE коммуны — 15050.
Коммуна расположена приблизительно в 420 км к югу от Парижа, в 80 км юго-западнее Клермон-Феррана, в 34 км к северо-востоку от Орийака.

## Население
Население коммуны на 2008 год составляло 217 человек.
| 1962 | 1968 | 1975 | 1982 | 1990 | 1999 | 2008 |
| ---- | ---- | ---- | ---- | ---- | ---- | ---- |
| 304  | 405  | 352  | 341  | 293  | 260  | 217  |

## Администрация
| Период | Период | Фамилия      | Партия | Примечания |
| ------ | ------ | ------------ | ------ | ---------- |
| 1989   | 1991   | Ги Сер       |        |            |
| 1991   | 2001   | Арман Род    |        |            |
| 2001   | 2008   | Люсьен Шове  |        |            |
| 2008   |        | Жак Бержерон |        |            |

## Экономика
Основу экономики составляет сельское хозяйство, в том числе производство сыра.
В 2007 году среди 136 человек в трудоспособном возрасте (15—64 лет) 95 были экономически активными, 41 — неактивными (показатель активности — 69,9 %, в 1999 году было 64,0 %). Из 95 активных работали 88 человек (51 мужчина и 37 женщин), безработных было 7 (4 мужчин и 3 женщины). Среди 41 неактивных 9 человек были учениками или студентами, 21 — пенсионерами, 11 были неактивными по другим причинам.

## Фотогалерея

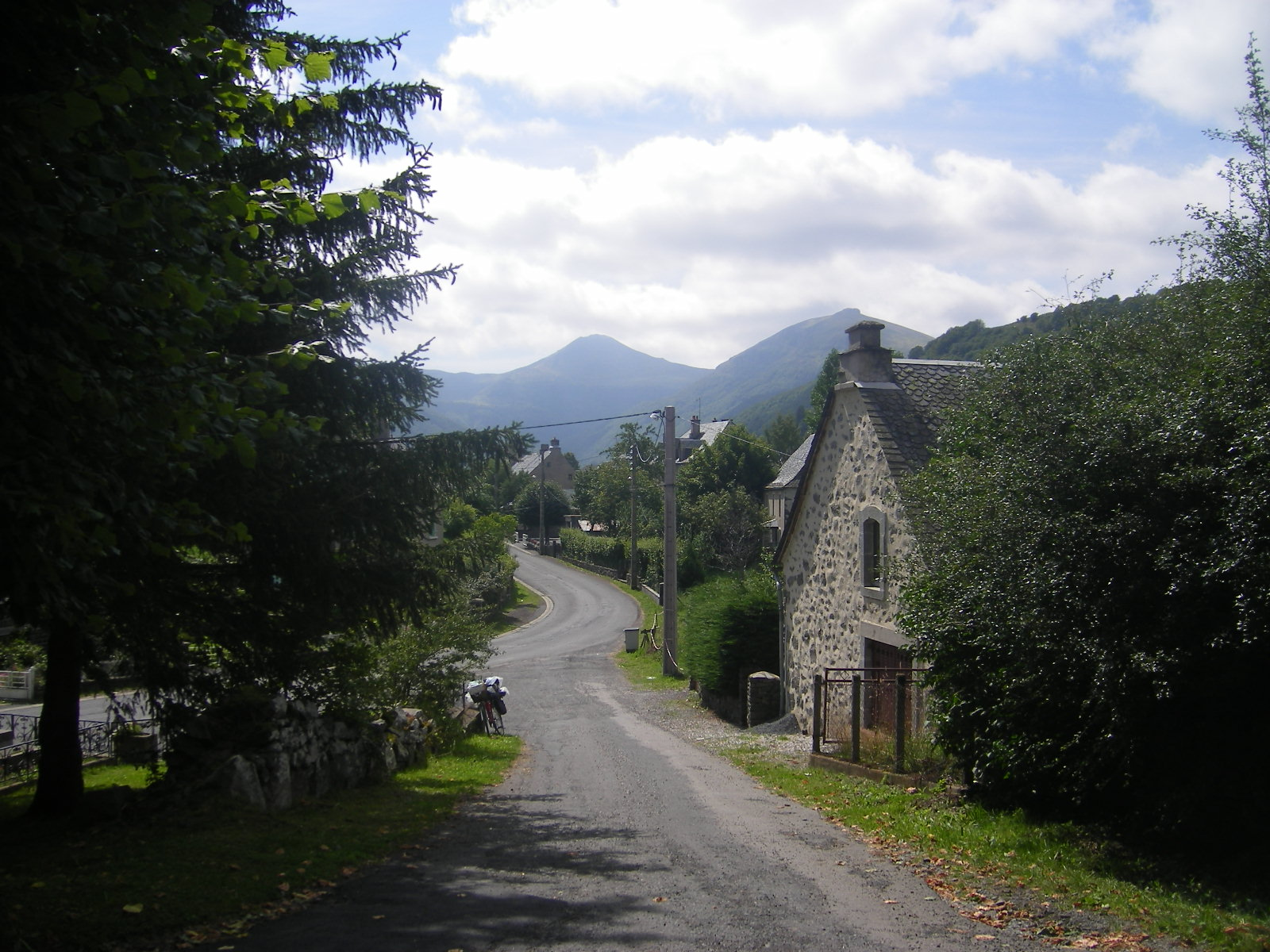
Ле-Кло
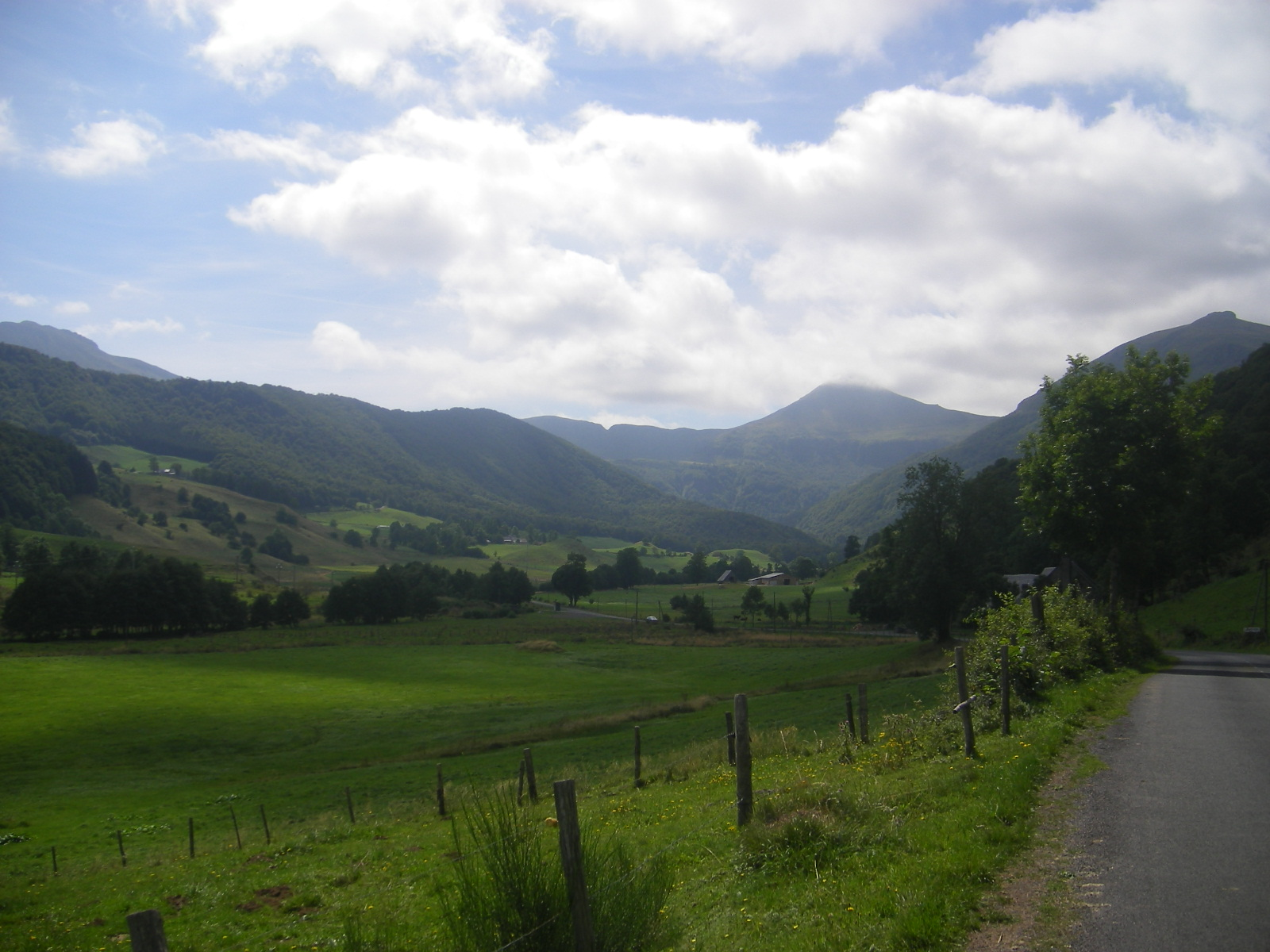
Ле-Кло
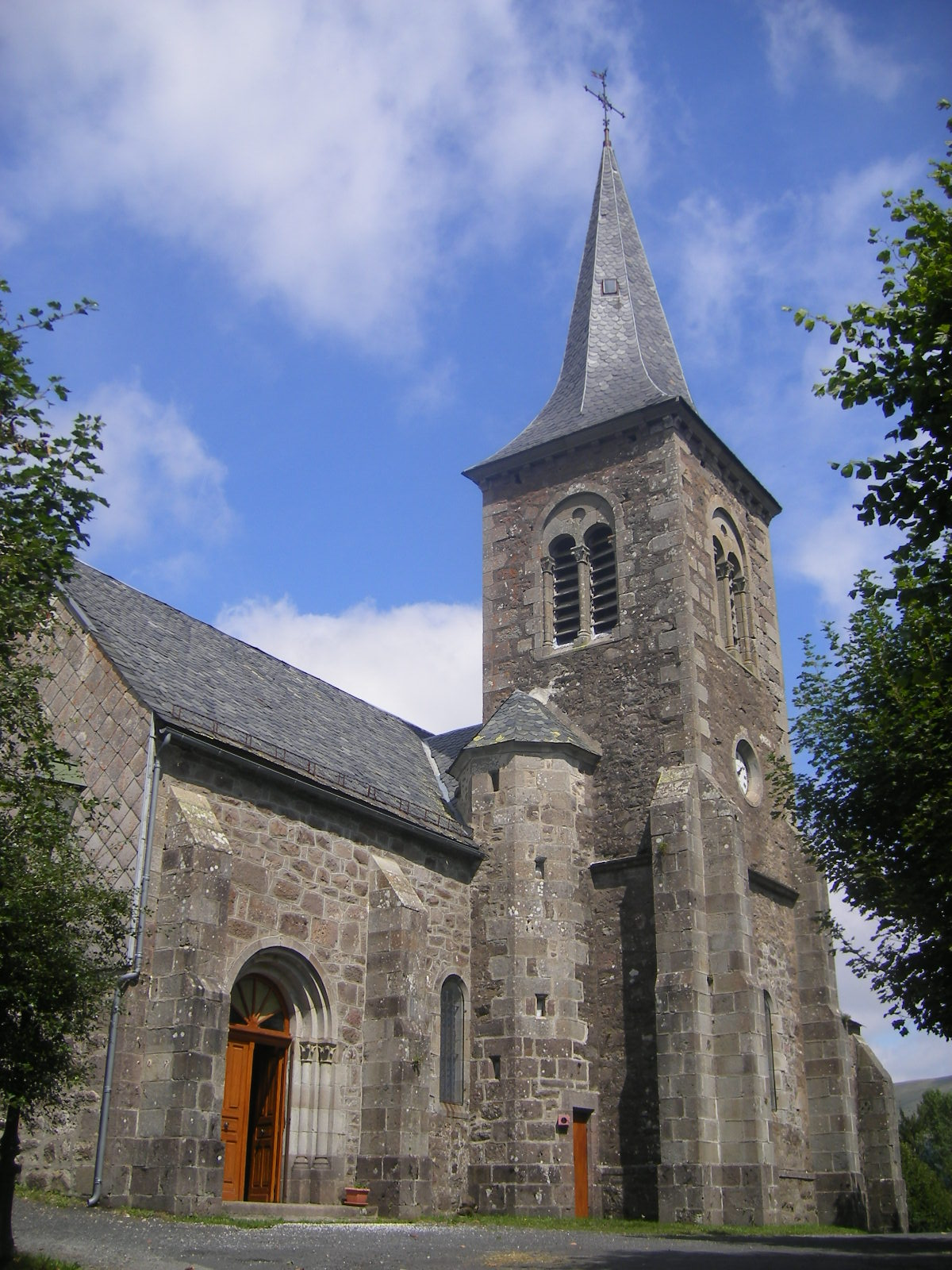
Церковь